# Oncopsis sardescens
Oncopsis sardescens är en insektsart som beskrevs av Anufriev 1967. Oncopsis sardescens ingår i släktet Oncopsis och familjen dvärgstritar. Inga underarter finns listade i Catalogue of Life.